# 6809 Sakuma
6809 Sakuma este o planetă minoră (asteroid), cu un diametru de 5,566 km, din centura de asteroizi. A fost descoperită pe 20 februarie 1938 la Observatorul Königstuhl de Karl Wilhelm Reinmuth și a fost numită după Seiichi Sakuma⁠(d). 
Obiectul prezintă o orbită caracterizată de o semiaxă mare de 2,3630193 UAi, o excentricitate de 0,105898, o înclinație de 6,09341 ° în raport cu ecliptica.